# Philadelphus mexicanus
Philadelphus mexicanus là một loài thực vật có hoa trong họ Tú cầu. Loài này được Schltdl. miêu tả khoa học đầu tiên năm 1839.